# Ian Bridge
Ian Christopher Bridge (ur. 18 września 1959 w Victorii) – kanadyjski piłkarz, obecnie trener piłkarski, występujący podczas kariery na pozycji obrońcy.

## Kariera klubowa
Karierę piłkarską Ian Bridge rozpoczął w Seattle Sounders w 1979. 1984 spędził w Vancouver Whitecaps. W latach 1984–1987 występował w futsalowym klubie Tacoma Stars. W latach 1985–1990 występował w szwajcarskim klubie FC La Chaux-de-Fonds. Z La Chaux-de-Fonds spadł do II ligi w 1987. Później występował jeszcze w klubach z Canadian Soccer League do 1991.

## Kariera reprezentacyjna
W reprezentacji Kanady Ian Bridge zadebiutował 12 października 1981 roku w wygranym 4-2 towarzyskim meczu z Trynidadem i Tobago w Port-of-Spain. W 1981 uczestniczył w przegranych eliminacjach Mistrzostwa Świata 1982. W 1984 uczestniczył w Igrzyskach Olimpijskich. Na turnieju w Los Angeles wystąpił we wszystkich czterech meczach Jugosławią, Irakiem, Kamerunem i w ćwierćfinale z Brazylią. W 1985 uczestniczył w zakończonych pierwszym, historycznym awansem eliminacjach Mistrzostwa Świata 1986.
Rok później roku został powołany przez selekcjonera Tony’ego Waitersa do kadry na Mistrzostwa Świata. Tam był podstawowym zawodnikiem i wystąpił we wszystkich trzech meczach z Francją, Węgrami i ZSRR. W 1988 uczestniczył w przegranych eliminacjach Mistrzostwa Świata 1990. W 1991 wystąpił w pierwszej edycji Złotego Pucharu CONCACAF, na którym Kanada odpadła w fazie grupowej. Podczas tego turnieju 30 czerwca 1991 w przegranym 1-3 meczu z Meksykiem w Los Angeles Bridge wystąpił ostatni raz w reprezentacji. W latach 1981–1991 rozegrał w kadrze narodowej 34 meczów i strzelił 5 bramek.

## Kariera trenerska
Po zakończeniu kariery piłkarskiej Ian Bridge został trenerem. Do tej pory pracował głównie z kobiecymi reprezentacjami Kanady. W 2010 był trenerem klubu Victoria Highlanders.